# 基姆·布廷
基姆·布廷（法語：Kim Boutin，1994年12月16日—）生于魁北克省舍布魯克，是一名加拿大短道速滑运动员。她曾在2018年平昌冬奥获得女子1000米银牌、女子500米和女子1500米铜牌。她是史上第一位在同一届奥运短道速滑三个个人项目上均获得奖牌的加拿大运动员以及第一位获得女子1500米奖牌的加拿大运动员。由于布廷在平昌冬奥期间表现出色，她获选为该届冬奥加拿大队闭幕式旗手。

## 运动生涯

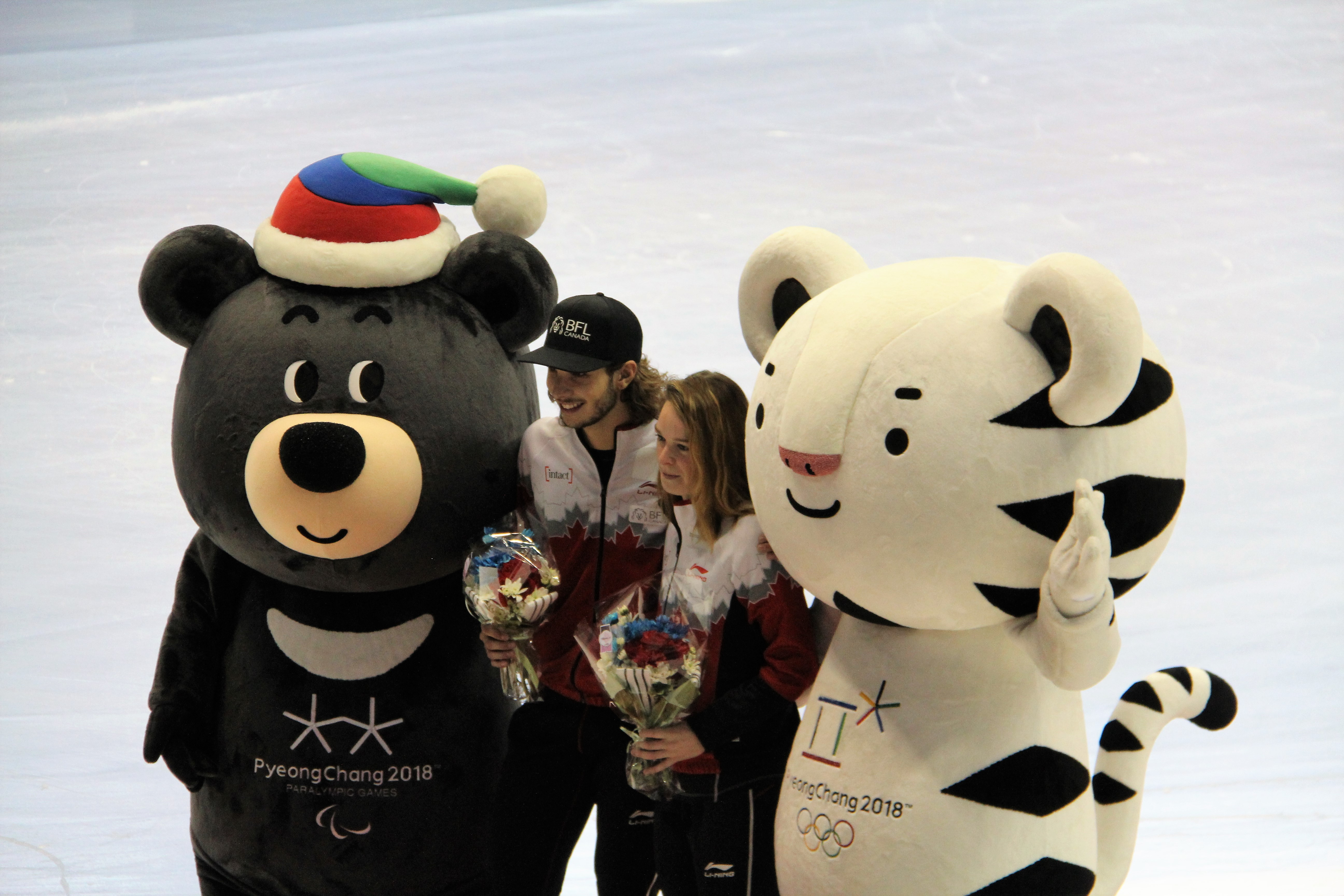
基姆·布廷参加2018年平昌冬奥会

2017年8月底，布廷入选加拿大奥运短道速滑队。在平昌冬奥女子500米决赛中，布廷原本以43.881秒的成绩第四个到达终点，后来由于第二个到达终点的韩国选手崔珉禎因犯规而被取消成绩，布廷递补获得铜牌。比赛回放显示，崔珉禎和布廷间有大约三次身体接触。赛后有不少韩国网民在她的社交媒体评论区中进行人身攻击，部分人甚至发出死亡威胁。加拿大奥林匹克委员会对此事非常重视，皇家加拿大骑警也就此展开调查。
在后面进行的1500米比赛中，布廷没有受到网络上人身威胁的影响，在决赛中第三个到达终点，再次收获铜牌。在短道速滑最后一个比赛日中，她在1000米决赛中以1分29秒956的成绩收获银牌。她也因为在2018年冬奥期间发挥出色而获选为该届冬奥加拿大代表团闭幕式旗手。
一个月后，布廷参加了在蒙特利尔举办的短道速滑世锦赛，最终收获两枚铜牌，分别来自女子1500米和女子3000米接力。2019年，她更进一步，在世锦赛上夺得1枚银牌和3枚铜牌，其中包括一枚全能铜牌，所获总奖牌数相比上届多出两枚。